# Lycidas
Lycidas är ett släkte av spindlar som ingår i familjen hoppspindlar.
Artlista i alfabetisk ordning enligt Catalogue of Life:
- Lycidas anomaliformis
- Lycidas anomalus
- Lycidas bitaeniatus
- Lycidas braccatus
- Lycidas chlorophtalmus
- Lycidas chrysomelas
- Lycidas dialeucus
- Lycidas frosti
- Lycidas furvus
- Lycidas griseus
- Lycidas heteropogon
- Lycidas karschi
- Lycidas kochi
- Lycidas michaelseni
- Lycidas minutus
- Lycidas nigriceps
- Lycidas nigromaculatus
- Lycidas obscurior
- Lycidas piliger
- Lycidas pilosus
- Lycidas scutulatus
- Lycidas sp
- Lycidas speculiferus
- Lycidas vittatus